# Claudio Ranieri
Claudio Ranieri (n. 20 octombrie 1951, Roma, Italia) este un fotbalist italian retras din activitate, care a jucat pe post de fundaș la echipe ca Unione Sportiva Catanzaro⁠(d), Palermo și Catania. După încheierea carierei, a devenit antrenor, și antrenează în prezent pe AS Roma.
În trecut a antrenat cluburi cunoscute în Europa, precum: Cagliari, Napoli, Fiorentina, Valencia, Atlético Madrid, Chelsea, Parma, Juventus, Roma, Internazionale și Monaco. După Campionatul Mondial de Fotbal 2014 a fost pentru o scurtă perioadă selecționerul Greciei.
Ranieri și-a început cariera în antrenorat în anul 1986 în eșaloanele secunde ale fotbalului italian la echipa de amatori Vigor Lamezia. Un an mai târziu a preluat echipa U.S. Puteolana, iar în 1988 a preluat Cagliari Calcio, echipă de liga a treia, alături de care a reușit promovări succesive până în Serie A
În 1991 i-a succedat lui Alberto Bigon la cârma echipei Napoli Calcio, pe care a califcat-o în Cupa UEFA , pentru ca sezonul următor să semneze cu ACF Fiorentina, alături de care a reușit promovarea în primul eșalon al fotbalului italian și cu care a câștigat primele trofee majore ca antrenor: Coppa Italia și Supercoppa Italiana în 1996. În 1997, Ranieri a plecat peste hotare antrenând în La Liga pe Valencia CF ș mai apoi pe Atlético Madrid. Cu echipa valenciană a câștigat Copa del Rey și Cupa UEFA Intertoto în anul 1999 și a califcat echipa în grupele UCL. În 2000 a semnat cu Chelsea, echipă alături de care avea să petreacă următoarele patru sezoane. După experiența de la echipa londoneză pentru Ranieri a urmat o întoarcere la Valencia, unde însă nu a reușit să refacă perfomanțele obținute în primul mandat, echipa fiind eliminată din  Cupei UEFA de Steaua București. În 2007 revine în Italia unde avea să antreneze pe Parma, Juventus Torino, AS Roma și Internazionale, fără a obține însă perfomanțe notabile.
În 2012 a devenit antrenorul echipei AS Monaco alături de care a reușit promovarea în Ligue 1 din primul sezon și a terminat pe locul secund în prima divizie la primul an după promovare. A urmat prima experiență ca și selecționer, la naționala Greciei, de unde avea să fie demis după mai puțin de patru luni în urma unei înfrângeri cu Insulele Feroe. Totuși, reputatul antrenor italian nu a rămas fără angajament prea mult timp și se întoarce în Premier League la Leicester City unde avea să câștige primul titlul din carieră cât și din istoria clubului, reușind una dintre cele mai mari surprize din istoria Premier League.  
În 2017 a devenit antrenorul echipei franceze FC Nantes, după ce a obținut o derogare specială din partea oficialilor Federației Franceze de Fotbal care interzice numirea unui antrenor de peste 65 de ani.
În urma sezonului 2015-2016 a fost numit Antrenorul Anului 2016  de către FIFA și Antrenorul Anului în Premier League.
Pentru perfomanțele sale alături de Leicester City a fost decorat cu Ordinul Național de Merit al Republicii Italiene

## Viața personală
Claudio Ranieri s-a născut în Roma, în apropierea legendarului Circus Maximus.A început fotbalul la echipa locală a bisericii din cartierul San Saba. Un prieten din copilărie l-a descris pe tânărul Claudio Ranieri drept un om cu purtări stereotipice englezești, tăcut și rezervat. Ranieri și familia sa locuiesc în Formello, oraș în care locuiește și marele portar italian Dino Zoff.
Este fan declarat al echipei AS Roma.

## Cariera de jucător

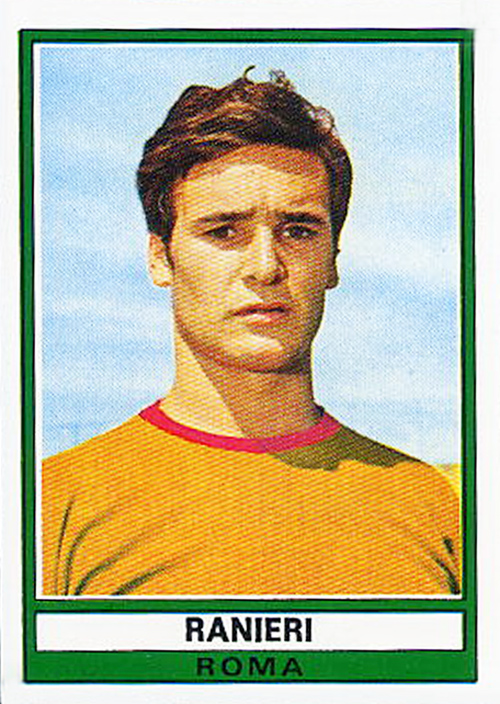
Claudio Ranieri la AS Roma, 1973

Ranieri a debutat în fotbal la Roma, jucând pe postul de fundaș. La echipa capitolină a bifat doar șase apariții în 2 ani. În 1974 s-a transferat la Catanzaro, unde avea să-și petreacă cea mai mare parte a carierei, bifând 225 de meciuri. În 1982 se transferă la Catania. A jucat în 92 de meciuri reușind să înscrie 1 gol.
Ultimii doi ani din carieră i-a petrecut la Palermo, unde s-a retras la vârsta de 35 de ani. A bifat 40 de apariții în tricoul sicilienilor.

## Stilul tactic
Echipele antrenate de Ranieri sunt cunoscute pentru abordarea stilului clasic de joc 4-4-2 și pentru pregătirea fizică și capacitatea de efort exemplară. Stilul său de abordare al meciurilor a fost adesea premiat de presă pentru organizarea riguroasă a actului defensiv dar și pentru abilitatea de a înscrie în urma unor contraatacuri rapide. 
Antrenorul italian este recunoscut pentru calitățile de lider, sensul umorului și pentru abilitățile sale motivaționale prin care insuflă o atitudine  de învingător jucătorilor săi. Metodele sale, deși neortodoxe uneori, l-au făcut un personaj popular în lumea fotbalistică.
Claudio Ranieri a fost supranumit de către presa britanică Gânditorul (The Tinkerman) în perioada când antrena la Chelsea. Mulți comentatori ai fenomenului fotbalistic l-au numit de multe ori  un antrenor de "modă veche" și prea defensiv, fiind criticat pentru inabilitatea de a câștiga un trofeu intern important, până când a reușit câștigarea Premier League în premieră în 2016.

## Palmares

### Jucător
Calcio Catania
- Serie B: Promotion 1982–83

U.S. Città di Palermo
- Serie C1: 1984–85

### Antrenor
Cagliari Calcio
- Serie B: Promovarea 1989–90
- Serie C1: Promovarea 1988–89
- Coppa Italia Serie C: 1989

ACF Fiorentina
- Serie B Campion: 1993–94
- Coppa Italia: 1996
- Supercoppa Italiana: 1996

Valencia CF
- Copa del Rey: 1999
- Cupa UEFA Intertoto: 1998
- Supercupa Europei: 2004

Leicester City
- Premier League: 2015–16